# Nero Moura
Nero Moura (n. Cachoeira do Sul, 30 de enero de 1910 - Río de Janeiro, 17 de diciembre de 1994) fue un militar y piloto de caza brasileño.

## Biografía
Hijo de Gilberto Moura y Maria Emília Marques Moura, estudió primero en su ciudad natal, pasando después al Colegio Militar de Porto Alegre. En 1927 fue admitido como cadete en la Escuela Militar de Realengo, en Río de Janeiro. Al año siguiente fue transferido a la Escuela de Aviación Militar de Campo dos Afonsos, en donde completó sus estudios como oficial aviador del ejército. Ascendido a teniente segundo, sus primer destino estuvo en el Correo Aéreo Nacional.
Durante la Revolución de 1932 participó al lado de las fuerzas legales, ejecutando misiones de reconocimiento, bombardeo y ataque al suelo en la región del Valle de Paraíba. En 1934 fue enviado a Versalles (Francia) a un curso de perfeccionamiento en la École d'Aplication de L'air.
Ascendido a capitán en 1937, fue nombrado subcomandante y comandante sustituto del Tercer Regimiento de Aviación en Santa María (Río Grande del Sur).
Participó en la organización y creación del Ministerio de Aeronáutica y de la Fuerza Aérea Brasileña, en 1941, ya como aviador-mayor, y habiendo sido instructor del curso de instrucción de oficiales.
Durante la Segunda Guerra Mundial fue comandante del Grupo de Caza de la Fuerza Expedicionaria Brasileña al lado de los Aliados, habiendo realizado 62 misiones de combate entre el 4 de noviembre de 1944 y el 1 de mayo de 1945.
En 1945 estuvo a cargo de la comandancia del Primer Regimiento de Aviación de la Base Aérea de Santa Cruz. Se retiró de la Fuerza Aérea a los 35 años y con 5000 horas de vuelo. Poco después fundó Aerovías Brasil y Loide Aéreo.
Getúlio Vargas, al ser elegido Presidente de la República, ofreció a Moura ser Ministro de Aeronáutica en 1951, cargo que ejerció hasta agosto de 1954. Durante su gestión fue responsable de la creación de dos Centros de Preparación de Oficiales en la Reserva (CPOR) en la Aeronáutica, de la inauguración de la Base Aérea de Cachimbo y de recibimiento de los primeros aviones de reacción Gloster Meteor de la Fuerza Aérea. También estuvo a cargo de la investigación de la policía militar sobre el atentado a Carlos Lacerda.
Comprometido con el escultismo, durante su etapa ministerial ordenó que todas las unidades de la Fuerza Aérea Brasileña dieran su total apoyo a las modalidades de Scouts del Aire, labor que continúa hasta el presente.
Sus restos mortales descansan en el Memorial de Santa a Púa, en la Base Aérea de Santa Cruz (Río de Janeiro).